# Birgit Nilsson
Birgit Nilsson (Västra Karup (Båstad), 17 mei 1918 – Bjärlöv (Kristianstad), 25 december 2005) was een Zweedse sopraan en een van de bekendste van na de Tweede Wereldoorlog.
Ze debuteerde op 9 oktober 1946 in Stockholm met haar rol als Agathe in het stuk "Der Freischütz". In 1947 speelde ze Lady Macbeth in de koninklijke opera in Stockholm.
Birgit Nilsson werd vooral internationaal bekend door haar rol als Turandot in de gelijknamige opera van Puccini, als Elektra en Salome in de gelijknamige opera's van Richard Strauss en als Isolde en Brünnhilde in de opera's van Richard Wagner bij de Bayreuther Festspiele. In 1984 nam ze afscheid van de opera en ging met pensioen.
In 1960 ontving ze de Zweedse koninklijke onderscheiding Litteris et Artibus. De Deense koning onderscheidde haar met de exclusieve medaille Ingenio et Arti.
Birgit Nilsson overleed op 25 december 2005, maar haar dood werd pas op 11 januari 2006 bekendgemaakt, nadat de begrafenis al had plaatsgevonden in haar geboorteplaats.

## Birgit Nilssonprijs
- In 2009 werd voor het eerst een operaprijs uitgereikt die naar de beroemde sopraan is genoemd. De Birgit Nilsson-prijs is een onderscheiding voor "uitzonderlijke bijdragen aan de wereld van de opera". De eerste winnaar van de prijs was Plácido Domingo. Birgit Nilsson heeft zelf de laureaat van die eerste editie gekozen. Haar keuze stak ze voor haar dood in een verzegelde enveloppe.
- De tweede winnaar was de Italiaanse operadirigent Riccardo Muti, die de prijs van 1 miljoen dollar op 13 oktober 2011 ontving uit handen van de Zweedse koning Karel XVI Gustaaf.
- In 2014 werd de derde Birgit Nilssonprijs toegekend aan de Wiener Philharmoniker "voor hun voortdurend hoge kwaliteit".